# Devisenbilanz
Die Devisenbilanz (englisch foreign exchange balance) erfasst als Teilbilanz der Zahlungsbilanz innerhalb einer Volkswirtschaft insbesondere sämtliche Devisen- und Goldbestände innerhalb einer bestimmten Rechnungsperiode.

## Allgemeines
Wie alle Bilanzen, so ist auch die Devisenbilanz eine Gegenüberstellung von Aktivseite und Passivseite. Die Differenz zwischen beiden heißt Saldo, der auf der Seite mit den betragsmäßig geringeren Bilanzpositionen erscheint, so dass die Devisenbilanz formal stets ausgeglichen ist. In der Kapitalbilanz werden die Veränderungen der Forderungen und Verbindlichkeiten gegenüber den Ausland erfasst. Diese Veränderungen beeinflussen auch die Geldmenge im Inland. Deshalb wird für die Zentralbank eine eigene „Kapitalbilanz“, die Devisenbilanz, geführt. Da mittlerweile die Devisenbilanz ausschließlich Bilanzpositionen der Bundesbank enthält, ist in Deutschland die Devisenbilanz „das Auslandskonto der Bundesbank“. Letztlich bildet die Devisenbilanz die Währungsreserven eines Staats ab.
Formal ist die Devisenbilanz eine Teilbilanz der Zahlungsbilanz. Sie erfasst die Währungsreserven der Bundesbank und nachrichtlich den Ausweis der Netto-Auslandsaktiva der Bundesbank. Die Devisenbilanz enthält die Positionen der Zahlungsbilanz mit umgekehrten Vorzeichen; was in der Zahlungsbilanz auf der Aktivseite steht, ist in der Devisenbilanz auf der Passivseite verbucht und umgekehrt.
Die einzelnen Teilbilanzen der Zahlungsbilanz erfassen die Transaktionen wie folgt:
| Art der Bilanz     | Aktivseite                                            | Passivseite                                       |
| ------------------ | ----------------------------------------------------- | ------------------------------------------------- |
| Handelsbilanz      | Exporte                                               | Importe                                           |
| Kapitalbilanz      | Kapitalimporte                                        | Kapitalexporte                                    |
| Devisenbilanz      | Verminderung der Währungsreserven bei der Zentralbank | Erhöhung der Währungsreserven bei der Zentralbank |
| Übertragungsbilanz | Übertragungen aus dem Ausland                         | Übertragungen an das Ausland                      |

Jede Transaktion, die eine Ausgabe oder Einnahme von Devisen zur Folge hat, erscheint in der Devisenbilanz. Die Gegenbuchung erfolgt in der Teilbilanz, die hierfür vorgesehen ist, also beispielsweise bei Deviseneinnahmen aus einem Export die Handelsbilanz.

## Inhalt
In der Devisenbilanz waren bis 1958 auch die Veränderungen in der Devisenposition der Geschäftsbanken enthalten. Seitdem werden diese Veränderungen im Auslandsstatus der Geschäftsbanken in der Kapitalbilanz registriert. Heute enthält die Devisenbilanz den Devisen- und Goldbestand, die Reserveposition im Internationalen Währungsfonds (bestehend aus Ziehungs- und Sonderziehungsrechten) sowie liquide Forderungen und Verbindlichkeiten der Bundesbank in Fremdwährung gegenüber dem Ausland. Alle übrigen Forderungen/Verbindlichkeiten erscheinen in der Kapitalbilanz.
Die Bestände als Bestandsgrößen ergeben sich aus Zu- und Abflüssen (Stromgrößen) an Devisen, Gold und Forderungen/Verbindlichkeiten. Die beispielsweise in der Leistungsbilanz erfassten Exporte und Importe erhalten in der Devisenbilanz eine Gegenbuchung in Form eines Devisenzuflusses durch Exporte und eines Devisenabflusses durch Importe. Ist ein Staat wie etwa Deutschland exportlastig (positiver Außenbeitrag), so weisen – unter sonst gleichbleibenden Bedingungen – sowohl die Leistungs- als auch die Devisenbilanz einen Überschuss-Saldo aus.

## Wirtschaftliche Aspekte
Ein negativer Saldo der Devisenbilanz kann entweder darauf zurückzuführen sein, dass ein Staat netto Güter importiert oder netto Kapital exportiert und umgekehrt. Bei flexiblen Wechselkursen ist die Devisenbilanz, solange die Zentralbank nicht freiwillige Devisenmarktinterventionen vornimmt, stets ausgeglichen, weil es über den gleichgewichtigen Devisenkurs zum Ausgleich von Devisenangebot und -nachfrage kommt.
Maßnahmen der Handelspolitik wie expansive Ausfuhrgenehmigungen, stärkere Exportorientierung, Einfuhrbeschränkungen oder Importzölle können eine negative Devisenbilanz ausgleichen und umgekehrt. Stärkstes Instrument für eine chronisch negative Devisenbilanz ist die Devisenverkehrsbeschränkung.
Die Devisenbilanz ist eine Messgröße für das außenwirtschaftliche Gleichgewicht. Das Zahlungsbilanzgleichgewicht impliziert eine ausgeglichene Devisenbilanz; dagegen kann aus einer ausgeglichenen Devisenbilanz nicht auf ein Zahlungsbilanzgleichgewicht geschlossen werden.
Da neben Devisen auch Goldbestände und Sonderziehungsrechte von der Devisenbilanz erfasst werden, heißt sie heute präziser „Bilanz der Veränderung der Netto-Auslandsaktiva der Deutschen Bundesbank“.

## International
Die Erstellung und der Inhalt der Zahlungsbilanz als systematischer Aufzeichnung der ökonomischen Transaktionen, die während eines bestimmten Zeitraums zwischen Inländern und Ausländern stattgefunden haben, ist durch den Internationalen Währungsfonds vorgegeben. Das betrifft ebenfalls die Devisenbilanz. So gehört auch in Österreich die Devisenbilanz zur Zahlungsbilanz. Darin werden alle Veränderungen in Bezug auf die Oesterreichische Nationalbank aufgelistet. In der österreichischen Praxis ist die Devisenbilanz die Hauptquelle für die Erstellung der Zahlungsbilanz; sie wird aus täglichen Meldungen der Kreditinstitute und der Nationalbank aus dem Auslandsgeschäft zusammengestellt.
In der Schweiz wird eine Zahlungsbilanzstatistik nicht veröffentlicht, wohl aber die Handels- und Dienstleistungsbilanz und die Veränderung der Währungsreserven. Die Zusammenfassung der Handels- und Dienstleistungsbilanz heißt hier Ertragsbilanz, der die Kapitalbilanz hinzugefügt wird, um die Devisenbilanz zu ermitteln.